# Пазирицькі поховання
49°34′44″ пн. ш. 88°09′11″ сх. д. / 49.579° пн. ш. 88.153° сх. д.
Пазирицькі поховання відносять до низки скіфських (сакських)

гробниць залізної доби і знайдені в долині Пазирик і на плато Укок в горах Алтаю; Ділянка знаходиться неподалік від кордону Росії з Китаєм, Казахстаном і Монголією.

Численні аналогічні поховання були знайдені у сусідній Західній Монголії.
Гробниці є курганами скіфського типу, кургани-тумулуси, що містять дерев'яні камери, покриті великими пірамідами з валунів і каменів, що датуються IV—III століттями до Р. Х.

Вражаючі поховання у Пазирик призвели до введення терміну курган, російського слова тюркського походження, до загального вжитку для опису цих гробниць.
Район Пазирицьких курганів вважається типовою стоянкою ширшої Пазирицької культури.
Ділянка включена до складу об'єкта Золоті гори Алтаю списку Світової спадщини ЮНЕСКО. .
Носіями Пазирицької культури були степові верхові кочівники-скотарі, а деякі, можливо, накопичили великі багатства через торгівлю кіньми з купцями в Персії, Індії та Китаї.

Це багатство проявляється в широкому спектрі знахідок з Пазирицьких гробниць, що мають у своєму складі безліч рідкісних прикладів органічних предметів, таких як повстяні драпірування, китайський шовк, найраніший відомий ворсовий килим, коней, прикрашених складними атрибутами, а також дерев'яні меблі та інші предмети домашнього вжитку .
Ці знахідки збереглися, коли в давнину вода просочувалася в гробниці і замерзала, укладаючи похоронні предмети в лід, який залишався замороженим у вічній мерзлоті до моменту їх розкопок.
Через аномальні погодні умови деякі з Алтаї-Саянських поховань, особливо поховання V століття до Р. Х. у Пазирик і сусідніх місцях, таких як Катанда, Шиба і Туекта, були ізольовані від зовнішніх кліматичних змін захисним шаром льоду, який зберігав органічні речовини, що опинились під завалами в них.
Деякі геометричні візерунки та символи сонця, такі як коло і розета, повторюються в Пазирик, але повністю витіснені тваринами мотивами.
Такі специфічно скіфські риси, як зооморфні з'єднання, тобто додавання частини однієї тварини до тіла іншої, зустрічаються в Алтайському краї рідше, ніж на півдні Росії.
Олень і його родичі, проте, займають настільки ж чільне місце в Алтаї-Саянському, як і у скіфському мистецтві.

«У Пазирик також зустрічаються бородаті маскарони (Посмертна маска) чітко вираженого греко-римського походження, які, без сумніву, були натхненні елліністичними царствами Кімерійського Босфору.»

## Відкриття
Перша могила у Пазирик, Курган 1, була розкопана археологом М. П. Грязновим в 1929 році; Кургани 2-5 були розкопані Сергієм Івановичем Руденком в 1947—1949 роках.

У той час як багато гробниць вже були розграбовані у раніші часи, екскаватори розкопали похованих коней, а разом з ними бездоганно збережені тканинні сідла, повстяні і ткані килими, включаючи найстаріший ворсовий килим

у світі, 3-метрову чотириколісну похоронну колісницю V століття до Р. Х. та інші чудові предмети, які уникли руйнівного впливу часу.
Ці знахідки зараз експонуються в Ермітажі (Санкт-Петербург, Росія).

Черепні вимірювання з пазирицьких поховань, виконані в 1960-х роках, показали, що поховані були в основному європейського походження з деякою домішкою північно-східно-азійського походження.

### Пазирицький вождь
Найбільш вражаючим відкриттям Руденка стало тіло татуйованого вождя Пазирик — кремезної, міцно складеної людини, який помер, коли йому було близько 50 років.
Частини тіла зіпсувалися, але більша частина татуювань все ще була чітко видна.
Подальше дослідження з використанням відображеної інфрачервоної фотографії показало, що всі п'ять тіл, виявлених в Пазирицьких курганах, були татуйовані.

Ніяких інструментів, спеціально призначених для татуювання, знайдено не було, але у Пазирик були надзвичайно тонкі голки, якими вони робили мініатюрну вишивку, і вони, ймовірно, використовувалися для татуювання.
Тіло вождя було майстерно прикрашено низкою разючих малюнків, що зображають безліч фантастичних звірів.
Найкраще збереглися татуюваннями були зображення осла, гірського барана, двох сильно стилізованих оленів з довгими рогами і вигаданого хижака на правій руці.
Груди прикрашають два чудовиська, що нагадують грифонів, а на лівій руці — три частково стерті зображення, які, мабуть, зображують двох оленів і гірського козла.
На передній частині правої ноги від ступні до коліна витягнута риба. Монстр повзе по правій нозі, а на внутрішній стороні гомілки знаходиться ряд з чотирьох баранів що біжать та торкаються один одного, створюючи єдиний малюнок.
На лівій нозі теж є татуювання, але ці малюнки не можна було чітко розрізнити.
Крім того, спина вождя татуйовано серією маленьких кружечків, розташованих на одній лінії з хребтом.
Ця татуювання, ймовірно, була зроблена з терапевтичних міркувань.
Сучасні сибірські народності досі практикують татуювання такого роду, щоб полегшити біль в спині.

### Алтайська принцеса

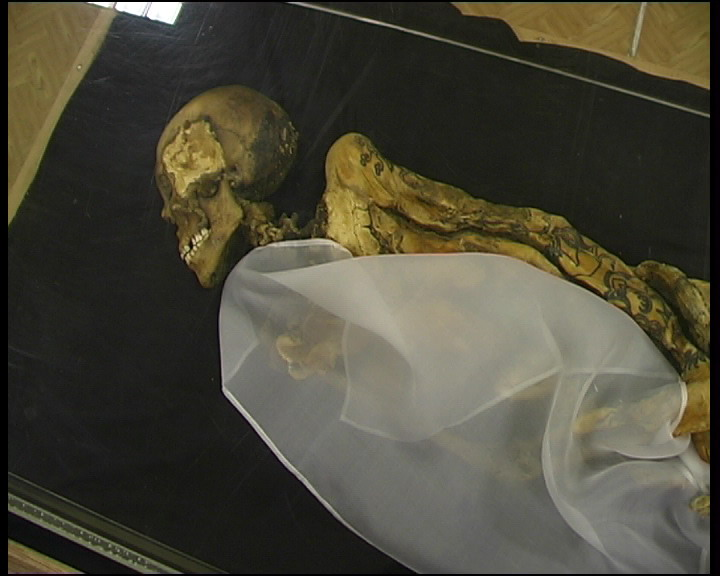
Алтайська принцеса — V століття до Р. Х.

Найвідомішим збереженим досі недоторканим Пазирицьким похованням є «Алтайська принцеса», знайдена археологом Наталією Полосьмак в 1993 році на плоскогір'ї Укок, неподалік від китайського кордону.
Знахідка була рідкісним прикладом повного ритуального поховання самотньої жінки у дерев'яній камерній гробниці у V столітті до Р. Х., у супроводі шести коней.

Її поховано понад 2400 років тому у труні, зробленій з видовбаного стовбура сибірської модрини.
На зовнішній стороні скриньки були вирізані стилізовані зображення оленів і сніжних барсів.
Незабаром після поховання могила, мабуть, була затоплена крижаним дощем, і весь вміст похоронної камери залишився замороженим у вічній мерзлоті. Шість коней, одягнених у хитромудру збрую, були принесені в жертву і лежали на північ від кімнати.

Тіло дівчини, що добре збереглося, ретельно набальзамоване торфом і корою, було укладено на бік, як ніби вона спала.
Вона була молода, і її волосся було поголено, але вона носила перуку і високий капелюх;
Вона була зростом 167 см заввишки.
Навіть татуювання в звіриному стилі збереглися на її блідій шкірі: істоти з рогами, які розвиваються у квіткові форми.
Її труну було зроблено досить великою, щоб вмістити високий повстяний головний убір, який вона носила, прикрашений лебедями і покритими золотом різьбленими кішками.

На ній була довга вовняна спідниця у червону і білу смужку і білі повстяні панчохи.
Її жовта сорочка спочатку вважалася зробленої з дикого шовку «туса», але більш ретельне вивчення волокон показало, що матеріал не китайський, а дикий шовк, який прийшов можливо, з Індії.

Поруч з її труною стояла посудина з рогу яка, а також страви з дарами насіння коріандру.
Подібні страви в інших гробницях, як вважають, містили коноплю, підтверджуючи практику, описану Геродотом
,
але після випробувань суміш була ідентифікована як насіння коріандру, ймовірно, використовувані для маскування запаху тіла.
За два роки по відкриттю «Алтайської принцеси» чоловік доктора Полосьмак, В'ячеслав Молодин, знайшов замерзлу людину, з майстерно витатуйованим лосем, з двома довгими косами, які доходили до поясу, похованого разом зі зброєю.
Доктор Анікуа також зазначив, що її сорочка була трохи забруднена, що вказувало на те, що матеріал не був новим вбранням, зробленим для похорону.

### Пазирицький килим
Однією з найвідоміших знахідок у Пазирик є пазирицький килим, який, ймовірно, є найстарішим збереженим ворсовим килимом у світі.
Він має розміри 183 × 200 см і щільність вузлів близько 360 000 вузлів на м², що вище, ніж у більшості сучасних килимів. Середина килима складається зі стрічкового мотиву, в той час як в облямівці йде процесія з лосями чи оленями, а в інший облямівці воїни на конях.
Пазирицький килим був виготовлений у Стародавній Вірменії або Персії близько 400 року до Р. Х..
Коли його знайшли, він був глибоко заморожений у брилі льоду, ось чому він так добре зберігся.
Килим можна побачити в Ермітажі у Санкт-Петербурзі, Росія.

### Інші знахідки
У кутку однієї з могильних камер Пазирицького поховання знаходився хутряний мішок з насінням коноплі, кадило, наповнене камінням, і шестигранна рама намети для вдихання — вони, як вважають, використовувалися наприкінці похоронного ритуалу для очищення.
В інших незайманих курганах виявлені дивно добре збережені останки, які можна порівняти з ранішими Таримськими муміями Синьцзяну. Тіла були збережені за допомогою методів муміфікації, а також були природним чином заморожені e твердому льоду від води, яка просочується в гробниці. Вони були укладені в труни, зроблені з видовбаних стовбурів модрини (що, можливо, мало сакральне значення) і іноді супроводжувалися принесеними у жертву наложницями і кіньми.
Скупчення гробниць в одному місці передбачає, що це мало особливе ритуальне значення для цих людей, які, ймовірно, були готові перевозити своїх померлих вождів на великі відстані для поховання.
У січні 2007 року у вічній мерзлоті Гірського Алтаю неподалік від монгольського кордону була виявлена дерев'яна могила білявого вождя-воїна.

Тіло передбачуваного пазирицького вождя покрито татуюванням; його соболина шуба добре збереглася, як і деякі інші предмети, в тому числі те, що виглядає як ножиці. Місцевий археолог Олексій Тішкін поскаржився, що корінне населення регіону вкрай несхвально ставиться до археологічних розкопок, що спонукало вчених перенести свою діяльність через кордон в Монголію.

## Пазирицька культура
Руденко спочатку привласнив цим кочівникам нейтральний ярлик Пазирицької культури і датував їх V століттям до Р. Х.; датування було переглянуто для курганів 1-5 у Пазирик, що тепер вважають датованими IV—III століттями до Р. Х.

Пазирицька культура з тих пір була пов'язана зі скіфами, чиї подібні гробниці були знайдені по всьому степу.
Сибірське татуювання у звіриному стилі характерне для скіфів.
Артефакти показують, що ці стародавні алтайські кочівники мали культурні та торговельні зв'язки з Центральною Азією, Китаєм і Близьким Сходом.

Є свідчення того, що пазирицькі торгові шляхи були великі і пов'язані з великими областями Азії, включаючи Індію, можливо, пазирицькі купці в основному торгували високоякісними кіньми.